# 킴 마이어스

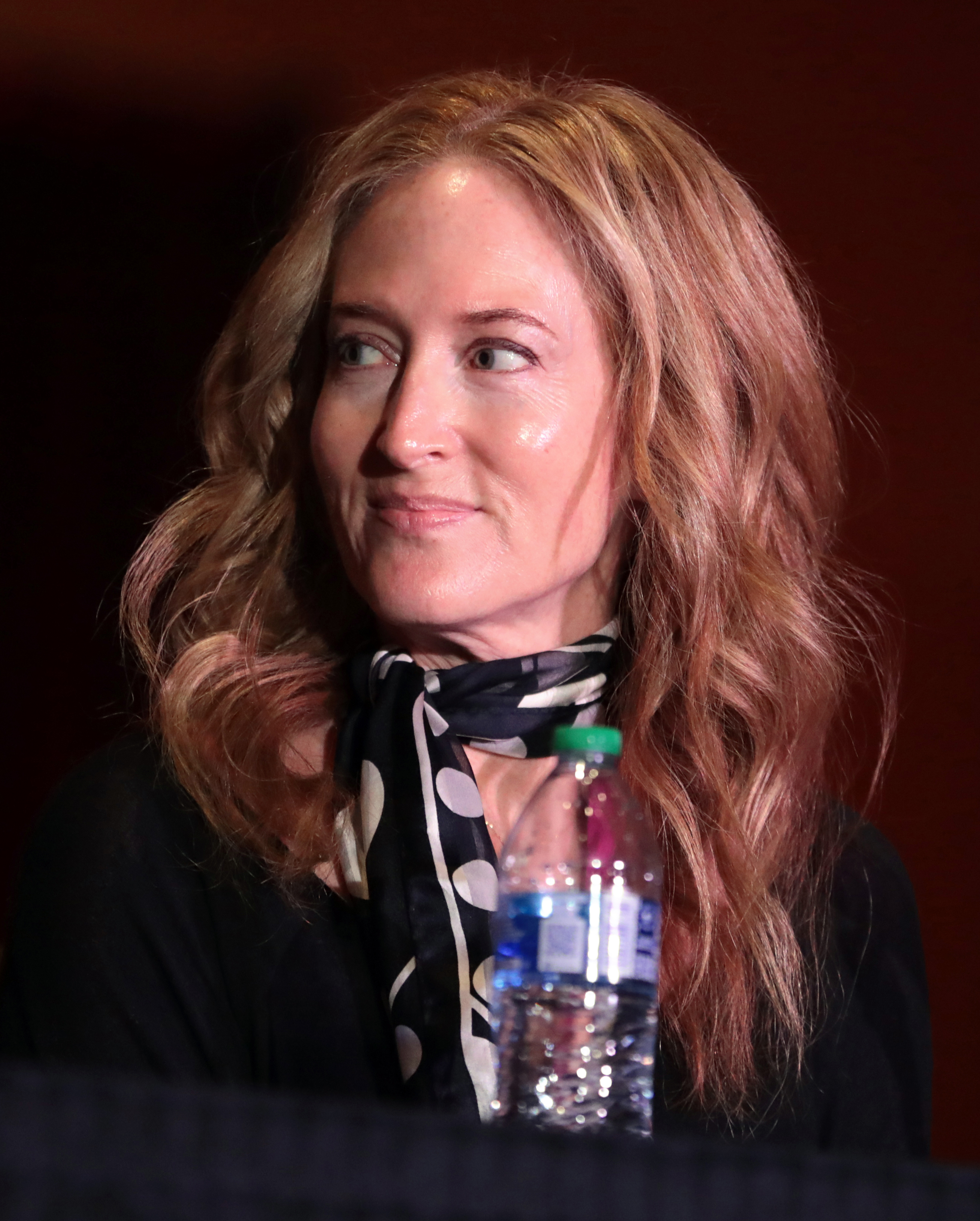

킴 마이어스(Kim Myers, 1966년 2월 15일 ~ )는 미국의 배우, 텔레비전 배우, 영화배우이다.
로스앤젤레스에서 태어났다.

## 영화
- 10,000 데이즈 (2014년)
- 더 포저 (2012년)
- 라스트 씬 이터 (2007년)
- 더스트 팩토리 (2004년)
- 킬러가 보낸 편지 (1998년) - 글로리아 스티븐스 역
- 제로드 (1996년)
- 헬레이저 4 브러드라인 (1996년)
- 미스테리 씨터 (1991년)
- 성공 타켓 (1990년)
- 하얀 궁전 (1990년)
- 스테이트 파크 (1988년)
- LA 로 (1986년)
- 나이트메어 2 - 프레디의 복수 (1985년) - 리사 웨버 역